# Villa Borgen, Danderyd

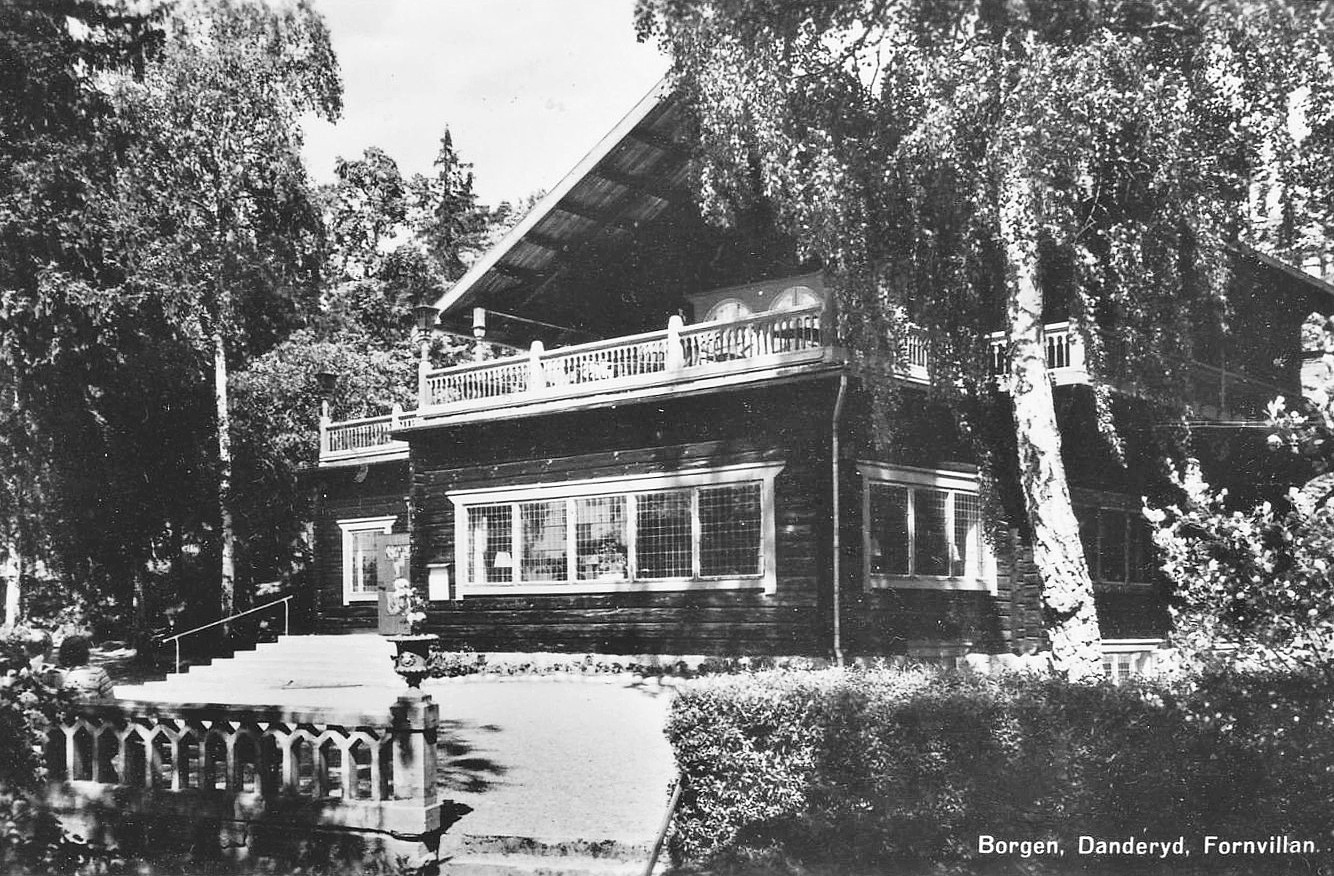
Borgen på ett äldre vykort.

Villa Borgen, även kallad Fornvillan, är en kulturhistoriskt värdefull byggnad i fornnordisk stil vid Granitvägen 4 i Danderyds kommun. Byggnaden är klassad som ”omistlig” i länsantikvariens inventering av kulturhistoriskt värdefull bebyggelse i kommunen.

## Historik

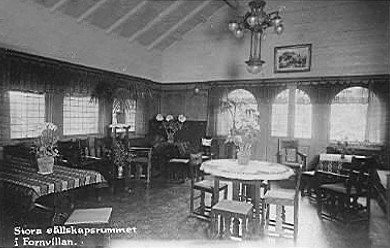
Stora sällskapsrummet.

Villa Borgen uppfördes 1895 som sommarhus på Borgenhalvön vid Edsviken. För villans ritningar stod konstnärinnan Agnes de Frumerie vars make, läkaren Gustaf de Frumerie, köpt hela Borgenområdet 1886 för 3 900 kr. Hon gav byggnaden ett romantiserande fornnordisk formspråk. Under första världskriget bosatte sig Agnes de Frumerie i sommarhuset medan maken, som blivit fransk medborgare, satt fast i Frankrike.
Huset är knuttimrat och brunfärgat med röda och blåa detaljer. Huvudvolymen är uppförd i två våningar under ett långt utkragande sadeltak. Vindskivorna är rikt dekorerade och smyckade med bland annat drakhuvuden.
År 1919 såldes hela udden inklusive Fornvillan till en andelsförening tillhörande Svenska Missionsförbundet. De bedrev här en pensionatsrörelse fram till 1943 som kallades ”Semesterhemmet Borgen”. Därefter och fram till 1963 hade Missionskyrkan Valhalla i Stockholm ett pensionat i byggnaden. I slutet av 1970-talet förvärvade en byggfirma hela området och uppförde kedjehus på en del av tomten. På 1980-talet hade British International School of Stockholm(en) sin verksamhet i Fornvillan. Därefter stod huset öde och förföll.

### Villans vidare öden
Kommunstyrelsen gav 1990 byggnadsnämnden i uppdrag att upprätta en detaljplan som möjliggjorde försäljning av Fornvillan till bostadsändamål. I oktober 1991 vann en ny detaljplan för fastigheten (Fornvillan 1) laga kraft som innebar ändring av användningssättet från samlingslokaler till bostadsändamål. Både huset och tomten är q-märkta vilket innebär att de klassas som ”kulturhistoriskt värdefull miljö”. Därefter renoverades Fornvillan på ett pietetsfullt sätt. Vissa utomhusscener i filmen om Anders Zorn från 1994 inspelades med Fornvillan som kuliss.

### Nutida bilder

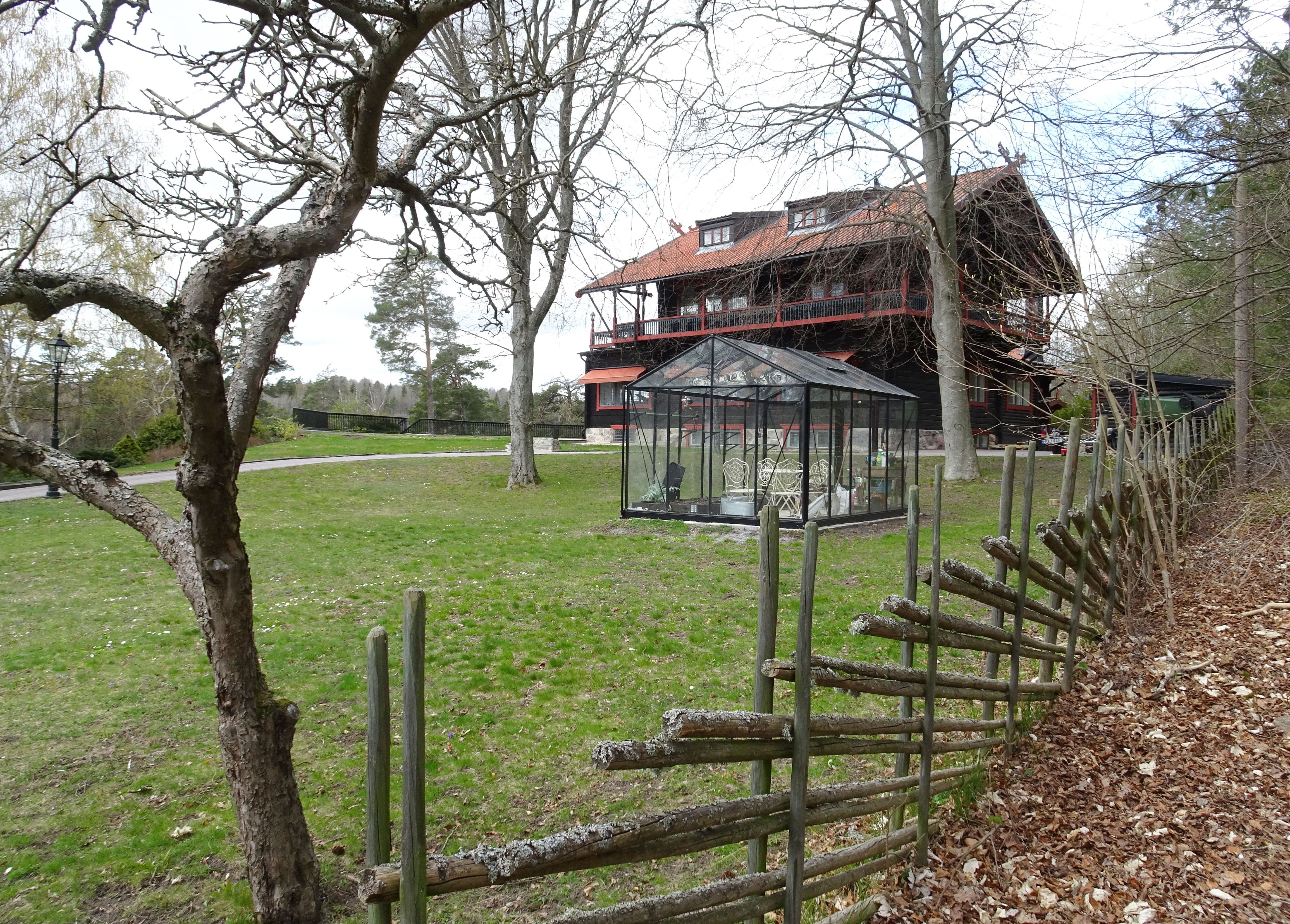
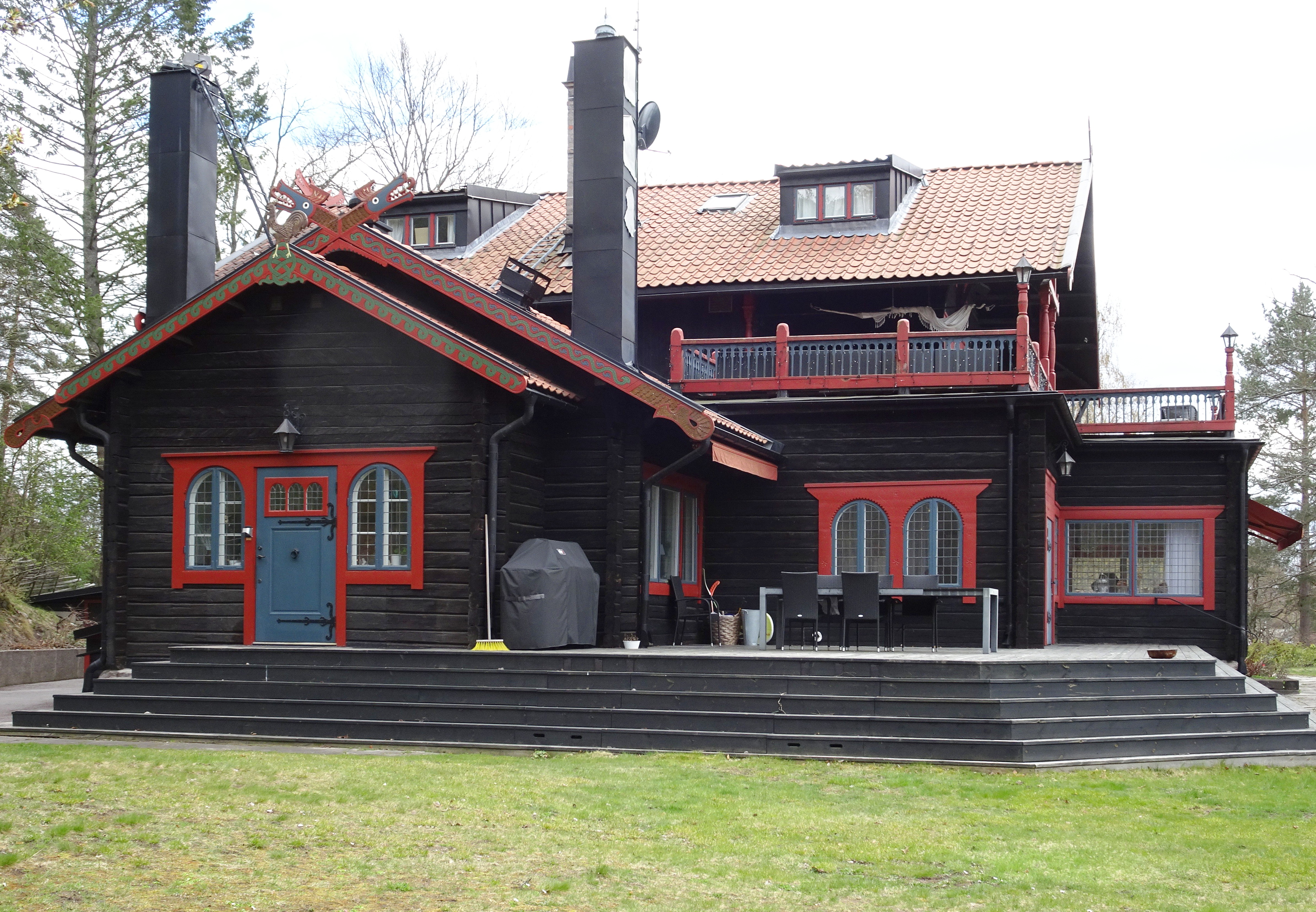
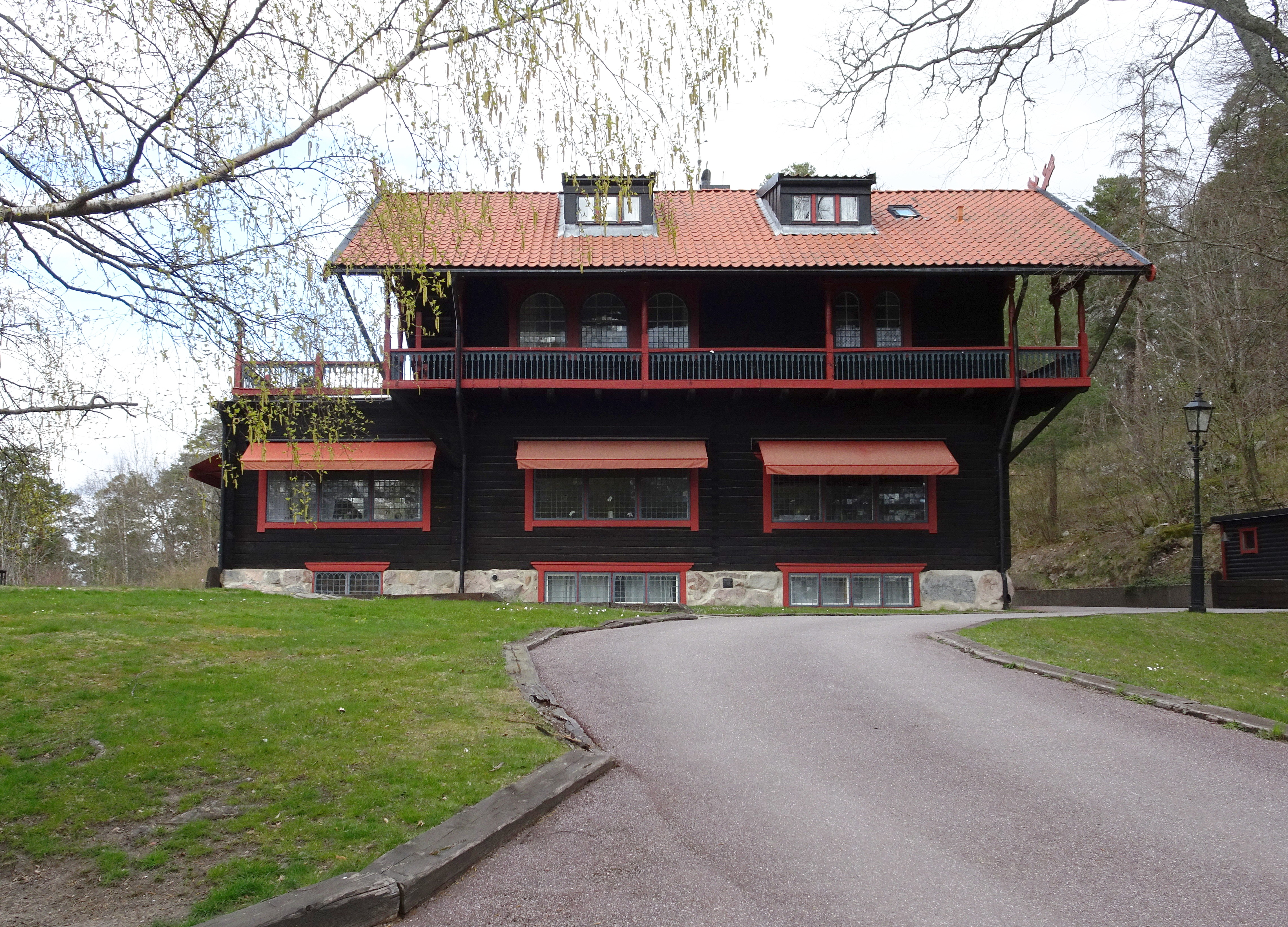
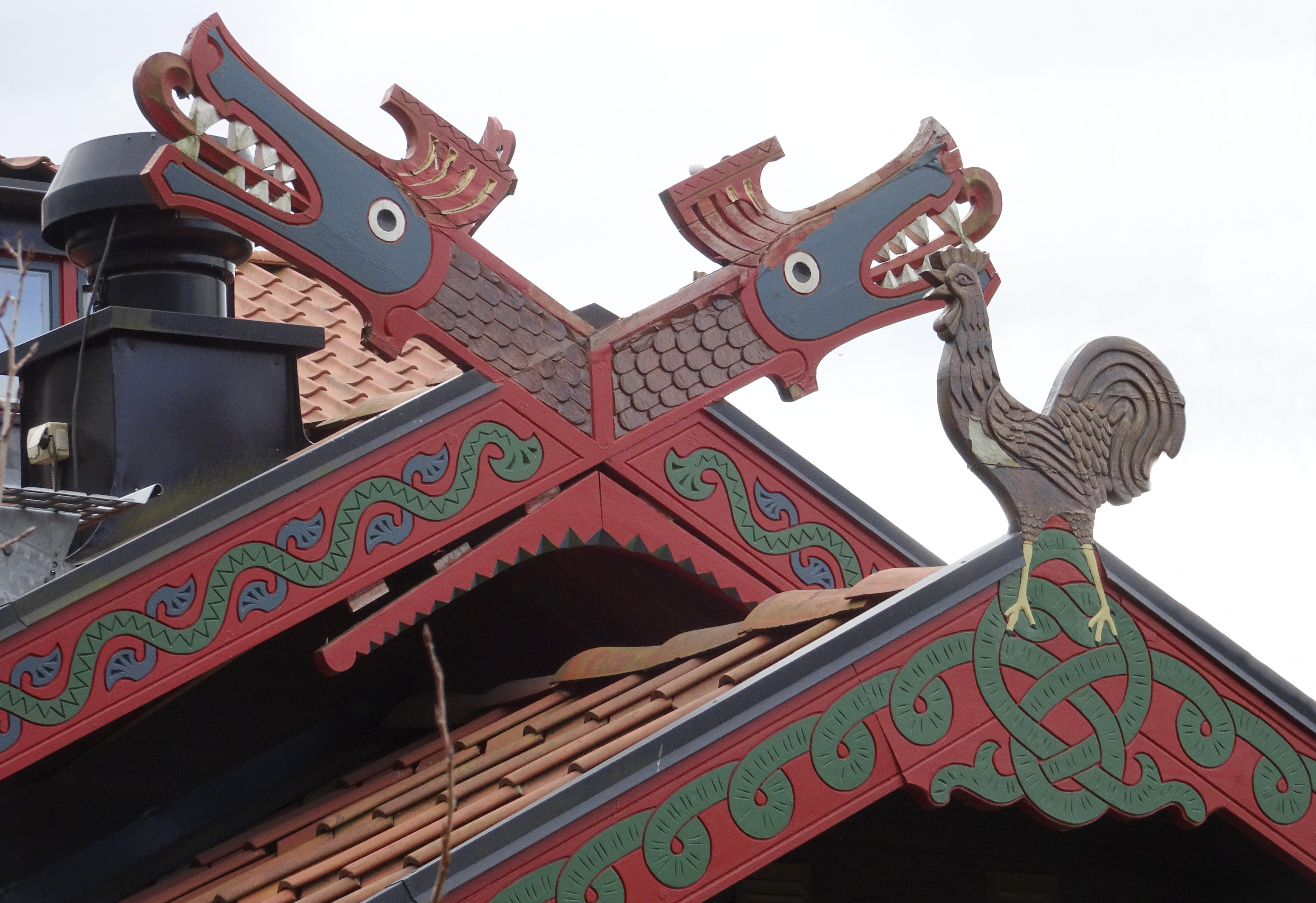